# HC Capelle
HC Capelle is een hockeyclub uit de Nederlandse plaats Capelle aan den IJssel.
HCC is opgericht in 1973 en speelt sinds 1984 op de huidige locatie Sportpark Schenkel. Er is de beschikking over twee semi-watervelden en een multifunctionele sporthal.